# Castelré

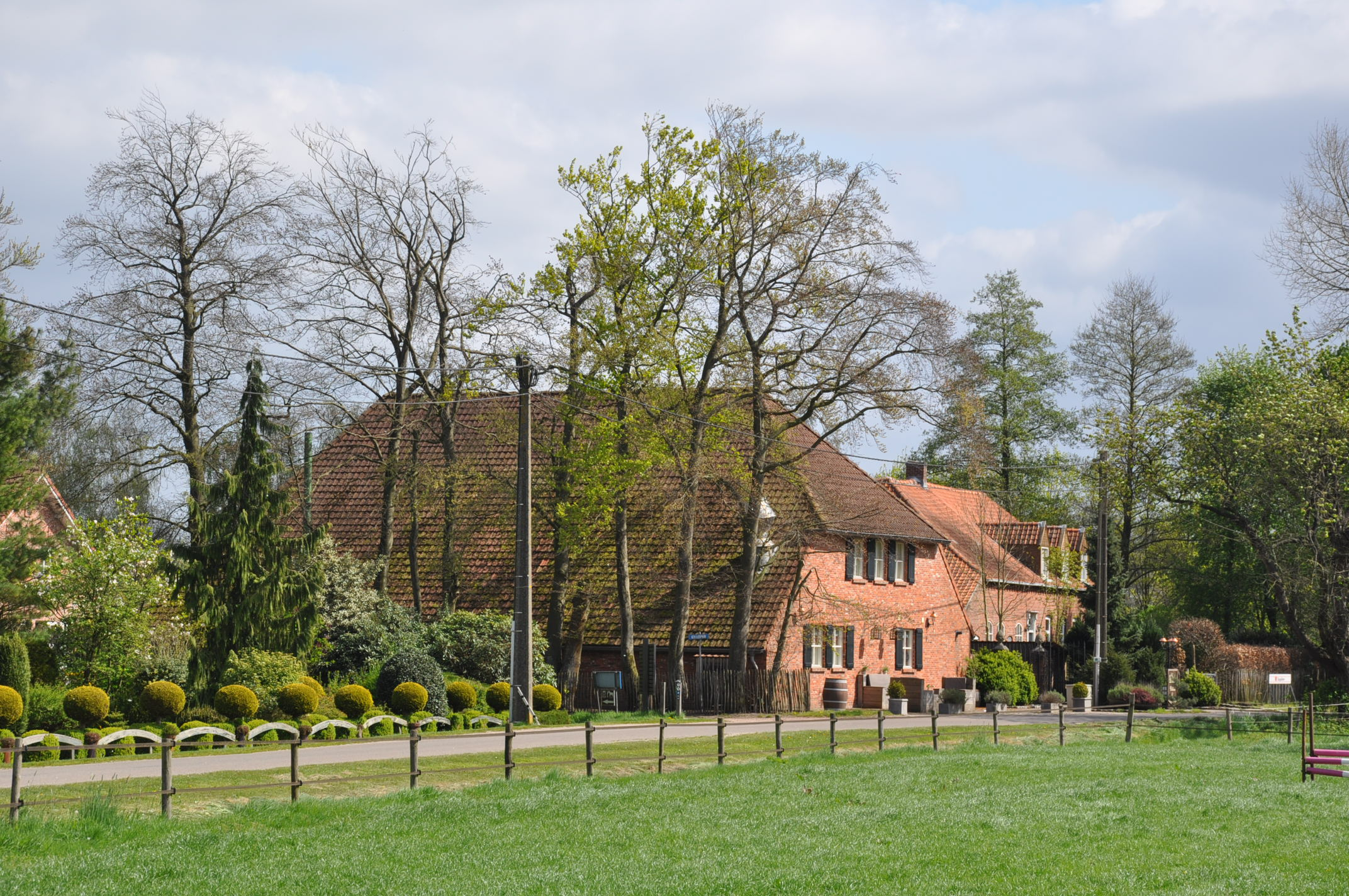
Castelré

Castelré (51° 25′ N, 4° 47′ L) é uma localidade dos Países Baixos, na província de Brabante do Norte. Castelré pertence ao município de Baarle-Nassau, e está situada a 19 km, a sul de Breda.
A área de Castelré, que também inclui as partes periféricas da cidade, bem como a zona rural circundante, tem uma população estimada em 140 habitantes.